# Tyka Nelson
Pour les articles homonymes, voir Nelson.
Tyka Nelson, née Tyka Evene Nelson le 18 mai 1960 à Minneapolis (Minnesota) et morte le 4 novembre 2024 à Robbinsdale (Minnesota), est une chanteuse américaine.

## Biographie
Tyka Nelson est la fille du musicien de jazz John L. Nelson (1916-2001) et de la chanteuse Mattie Shaw (1933-2002), et aussi la sœur cadette de Prince Rogers Nelson, plus connu sous son nom de scène  « Prince ».
Elle a publié trois albums, et a atteint la 33e place du hit-parade américain en juillet 1988 avec le titre Marc Anthony's Tune, produit par Larry Graham.

## Discographie
- 1988 : Royal Blue (Cooltempo)[3]
- 1992 : Moon Yellow, Red Sky (CMC International Records)[4]
- 2008 : A new brand new me[5]